# Каменищи (посёлок железнодорожного разъезда, Нижегородская область)
Каменищи —  поселок железнодорожного разъезда в Бутурлинском районе Нижегородской области. 

## География
Находится на расстоянии приблизительно 4 километра по прямой на восток от поселка Бутурлино, административного центра района, у железнодорожной линии Арзамас-Сергач.

## История
Входил до 2020 года в состав Уваровского сельсовета.

## Население
Постоянное население составляло 15 человек (русские 73%, чуваши 27%) в 2002 году, 12 в 2010.